# Dingli
Dingli (in maltese Ħad-Dingli) è un piccolo paese sul litorale ad ovest di Malta, a 13 chilometri dalla capitale La Valletta e a soli due chilometri dall'altra città più vicina, Rabat.
Il villaggio si trova su un plateau a circa 250 metri sul livello del mare. La zona fornisce una vista sul mare aperto e la possibilità di ammirare la piccola isola disabitata di Filfola. Dalle scogliere è invece possibile ammirare i Giardini di Boschetto e il Palazzo Verdala. Dingli oggi è una tranquilla zona rurale comunque nel tardo medioevo era una delle più grandi parrocchie di Malta e nei dintorni del villaggio è possibile trovare parecchi luoghi preistorici e diverse strutture megalitiche.
Il paese è così chiamato in onore dell'architetto maltese Tommaso Dingli.